# 正寿院 (近江八幡市)
正壽院（しょうじゅいん）は、滋賀県近江八幡市にある浄土宗の寺院。法然上人念仏浄土門、御化導の霊地。

## 歴史
平安時代末期の寿永元年（1182年）、法然が現在の滋賀県近江八幡市浅小井町にて念仏浄土の願意を広めたところ、郷土の老若男女は競って法然の導きをありがたり、正寿院の門下に帰依した。
室町時代後期の明応年間（1492年 - 1500年）、室町幕府第9代将軍・足利義尚の家臣である深尾加賀守元泰が応仁の乱における軍功により現在の浅小井町の地を授かり、その子・元範以降、歴代浅小井城主深尾氏およびその一族はみな正寿院の檀家となり、香火院（菩提寺）となった。

## 所在地
- 滋賀県近江八幡市浅小井町500番地

## 主な年中行事
- 春季彼岸会（春分の日）
- 盆墓参り（8月10日）
- 施餓鬼会（8月15日）
- 秋季彼岸会（秋分の日）
- 尼講

## 交通アクセス
- JR東海道本線（琵琶湖線）安土駅から徒歩約30分。
- 同駅または近江八幡駅（JR東海道本線(琵琶湖線)・近江鉄道八日市線(万葉あかね線)）からあかこんバスで浅小井西停留所下車、徒歩5分。